# Ilona Dopierała
Ilona Dopierała (ur. 8 czerwca 1966) – polska lekkoatletka, specjalizująca się w skoku w dal, medalistka mistrzostw Polski.

## Kariera sportowa
Była zawodniczką Lechii Tomaszów Mazowiecki i Startu Łódź.
Na mistrzostwach Polski seniorek na otwartym stadionie zdobyła jeden medal - brązowy w skoku w dal w 1988. W  tej samej konkurencji wywalczyła brązowy medal halowych mistrzostw Polski: w 1990. 
Rekord życiowy w skoku w dal: 6,39 (24.06.1985).